# Книжковий огляд (журнал)
«Книжковий огляд» — український двомовний літературний журнал-щомісячник, який друкувався у Києві накладом у тисячу примірників з 1998 по 2006 рік. Засновником і видавцем журналу було Агентство «Стандарт». Часопис висвітлював теми книговидання і книготоргівлі в Україні, друкував матеріали Форуму видавців у Львові, а також чимало галузевої реклами. Основні рубрики журналу: Інфраструктура ринку, Літературне життя, Хроніка подій, Ярмарки.
Головні редактори журналу:
- О. Капуста (1998—2001),
- М. Сидоржевський (2001–04),
- Л. Савицька (2004–06).